# Saitis sengleti
Espèce
Synonymes
- Pseudeuophrys sengleti Metzner, 1999

Saitis sengleti est une espèce d'araignées aranéomorphes de la famille des Salticidae.

## Distribution
Cette espèce est endémique de Grèce. Elle se rencontre dans la partie continentale et en Crète.

## Étymologie
Cette espèce est nommée en l'honneur d'Antoine Senglet.

## Publication originale
- Metzner, 1999 : Die Springspinnen (Araneae, Salticidae) Griechenlands. Andrias, vol. 14, p. 1-279.